# Islas Spratly
Las islas Spratly son un archipiélago del mar de la China Meridional, localizado entre Filipinas y Vietnam. Consiste en un grupo de aproximadamente 100 arrecifes e islotes, rodeados por ricos bancos de pesca y yacimientos de gas natural y petróleo.
Reciben varios nombres en distintos idiomas:
- Kapuluan ng Kalayaan en filipino, literalmente ‘Archipiélago de la Libertad’;
- Nánshā Qúndǎo en pinyin, o 南沙群岛 en chino; literalmente ‘Archipiélago de las Arenas del Sur’;
- Spratly Islands en inglés.
- Trường Sa en vietnamita, literalmente ‘Arenas Largas’;

Estas islas son conocidas por ser zona de un territorio en disputa entre varios países por el Conflicto territorial en el mar de la China meridional. La China continental, Taiwán y Vietnam reclaman la totalidad del archipiélago, mientras que Malasia y Filipinas reclaman una parte. Estas cinco naciones han ocupado militarmente diversas islas como testimonio de su soberanía en la zona. Brunéi también ha ocupado algunos arrecifes del sur del archipiélago, pero no ha hecho una reclamación formal de estos.

## Geografía
El archipiélago se extiende sobre un área de casi 410 000 km² en el centro del mar de la China Meridional; aunque solamente tiene un área de tierra natural inferior a los 5 km². sin embargo con la creación de islas artificiales en arrecifes de coral sumergidos la superficie aumentó unos 15 kilómetros cuadrados solo entre 2013 y 2015. Entre las mayores islas se pueden mencionar Itu Aba (0,46 km²), Thitu (0,37 km²), West York (0,18 km²), isla Spratly (0,13 km²), Northeast Cay (o Parola) (0,12 km²), entre otras más. La mayoría de los islotes y arrecifes son menores de una hectárea.  
Posee 926 kilómetros de costa, tiene un clima tropical y el terreno es completamente plano (el punto más alto es un promontorio sin nombre, de 4 metros de altura, en Southwest Cay). El principal peligro en las islas son los tifones, que pueden arrasar los terrenos planos del archipiélago; y también son una amenaza para la navegación marítima debido a la gran cantidad de arrecifes de coral.

## Política y gobierno
Debido a la múltiple disputa territorial, el archipiélago forma parte de los siguientes países:
- Vietnam, como parte de la provincia de Khanh Hoa;
- República Popular China, como parte de la provincia de Hainan;
- República de China (Taiwán), como parte de la municipalidad de Kaohsiung;
- Filipinas, como parte de la provincia de Palawan;
- Malasia, como parte del estado de Sabah.

## Economía
Los principales recursos de las islas son los caladeros de pesca (la actividad más desarrollada), el guano y la existencia de reservas potenciales de petróleo y gas natural. No obstante, estos dos últimos recursos no se han podido investigar y explotar debido a la situación política.

## Demografía

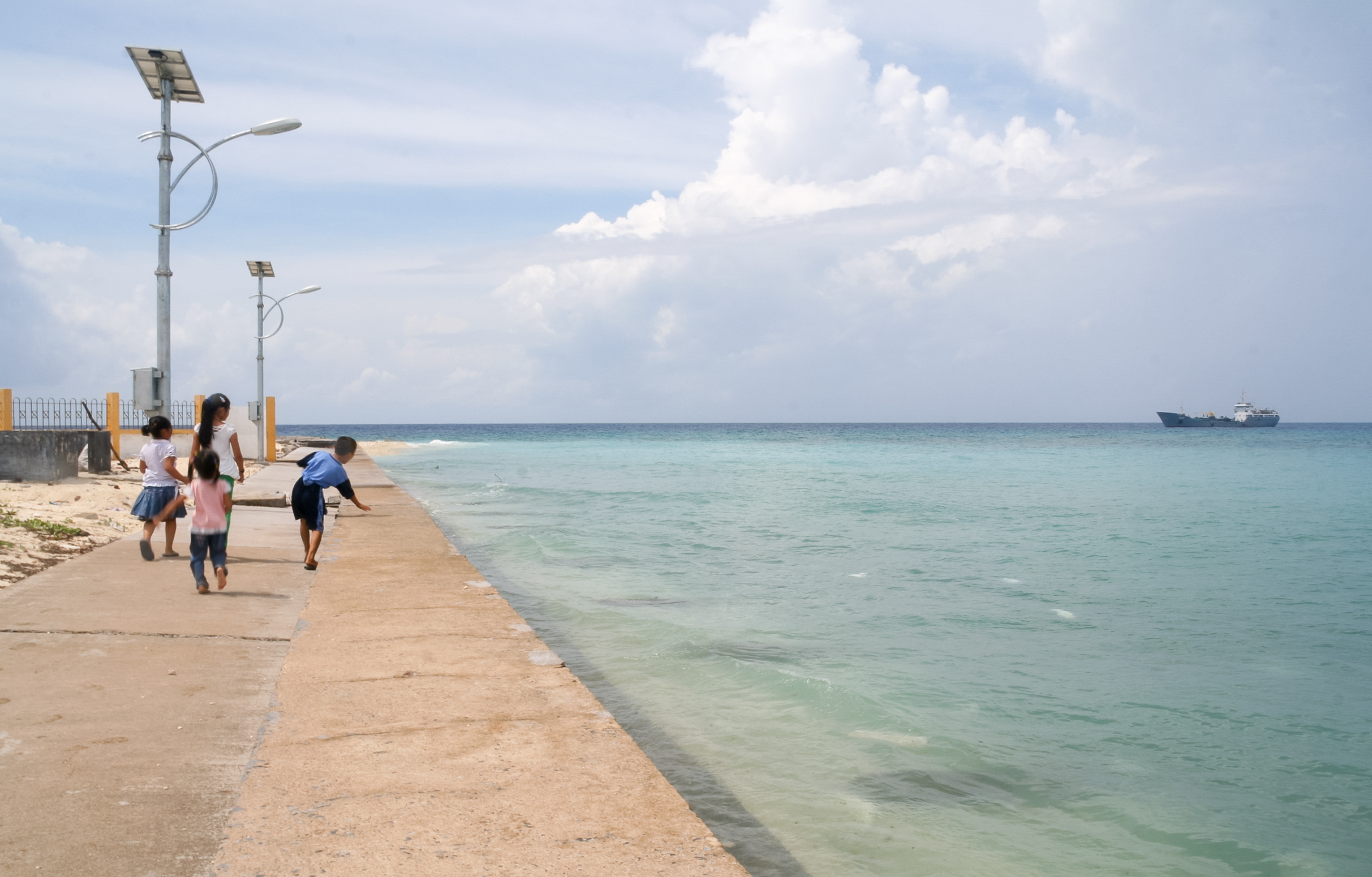
Vista de la Isla Spratly, ocupada por Vietnam.

No hay población aborigen en las islas; todos los habitantes provienen de los países vecinos. De acuerdo con los datos oficiales filipinos de enero de 2010, en sus islas ocupadas (municipalidad de quinta clase Kalayaan) existían 299 votantes registrados, mientras que al 1 de agosto de 2007 la población era de 114 habitantes establecidos en un barangay (barrio) de la isla Thitu. Algunas islas reclamadas están ocupadas por guarniciones militares de las naciones reclamantes.

## Litigio
De las aproximadamente 100 islas e islotes del archipiélago, unas 45 han sido reclamadas y ocupadas por las siguientes naciones litigantes:

### Brunéi
Esta nación no ha reclamado la totalidad del archipiélago, pero reclama parte del mar de China Meridional como parte de su plataforma continental y de su zona económica exclusiva. En 1984, Brunéi declaró que el Arrecife Louisa se encontraba dentro de su zona económica exclusiva.

### República Popular China
Esta nación reclama la totalidad de las islas como parte de su territorio, con el nombre en chino: 南沙群岛 (transliterado como Nánshā Qúndǎo).
Las razones de esta reclamación son históricas, atribuyendo expediciones navales hacia las islas durante la dinastía Han (comienzos del siglo II) y durante la dinastía Ming (primera mitad del siglo XV), donde tanto pescadores como comerciantes chinos se establecieron en el archipiélago que pertenece a la administración china desde el siglo XVI; la República Popular China intenta demostrar su reclamación con evidencias arqueológicas.
Durante la dinastía Qing en el siglo XIX y durante el período de la República de China en la primera mitad del siglo XX, persiste la reclamación de las islas Spratly y las islas Paracel. En un mapa elaborado por el gobierno chino en 1947, se engloba a todo archipiélago con nueve líneas punteadas.
Con el nacimiento de la República Popular China, hereda la misma reclamación hecha por la República de China, pero no establece ocupación alguna.
En enero de 1988, comenzó a ocupar algunas islas del archipiélago y se inició la construcción de varias defensas, con el objetivo de ejercer su soberanía en ellas. En marzo del mismo año, logra una victoria en una escaramuza contra Vietnam, que reclamaba dichas islas, logrando hundir dos barcos vietnamitas. Luego, en 1992, se redactó una ley que argumentaba que las islas estaban dentro de la zona económica exclusiva de la República Popular China.

#### Islas ocupadas
Este país ha ocupado ocho arrecifes, que suman un área menor de una hectárea, y son los siguientes:
| Arrecife Cuarterón (Huayang Jiao, 华阳礁)                                     | 8°53′N 112°51′E / 8.883, 112.850   | Roca de coral, su punto más alto mide 1,5 m. Ocupado desde 1988. Es parte de London Reefs. | Vietnam (como Bãi Châu Viên)                             | 0   |
| Arrecife Fiery Cross / Arrecife Northwest Investigator (Yongshu Jiao, 永暑礁) | 9°37′N 112°58′E / 9.617, 112.967   | Roca consistente de tres arrecifes, con una altura máxima de un metro y 14 millas de largo; solo visible en la marea baja; posee depósitos de guano y tiene algunos cocoteros, abetos y banianos. La RPC construyó un pequeño puerto, una pequeña pista de aterrizaje y una estación de observación marina. Ocupada desde 1988, pero no hay soldados acantonados. | Vietnam (como Đá Chữ Thập) y Filipinas (como Kagilingan) | 0,8 |
| Arrecifes Gaven (Nanxun Jiao, 南薰礁 / Xinan - Duolu Jiao)                    | 10°13′N 114°12′E / 10.217, 114.200 | Duna de arena de 2 metros de altura. Ocupada desde 1992. Parte de Tizard Banks. | Vietnam (como Đá Ga Ven)                                 | 0   |
| Arrecife Ladd (Riji Jiao, 日积礁)                                             | 8°38′N 111°40′E / 8.633, 111.667   | Visible solo durante la marea baja. Tiene una laguna de coral. Fue ocupado por Vietnam en 1988, pero la República Popular China puso un mojón en julio de 1992 sin llegar a ocuparlo formalmente. | Vietnam (como Đá Lát)                                    |     |
| Arrecife Johnson South (Chigua Jiao, 赤瓜礁)                                  | 9°43′N 114°18′E / 9.717, 114.300   | Contiguo a Collins Reef. Visible solo durante la marea baja, aunque algunas rocas sobresalen durante la marea alta. Lugar de la escaramuza entre la República Popular China y Vietnam en 1988. Ocupada desde 1988. Parte de Union Banks. | Vietnam (como Đá Gạc Ma)                                 | 0   |
| Arrecife Kennan (Ximen Jiao, 西门礁)                                          | 9°53′N 114°27′E / 9.883, 114.450   | Visible solo durante la marea baja. Ocupada desde 1988. Parte de Union Banks. | Vietnam (como Đá Ken Nan)                                | 0   |
| Arrecife Mischief (Meiji Jiao, 美济礁)                                        | 9°55′N 115°32′E / 9.917, 115.533   | Rocas visibles durante la marea alta, posee una laguna. En febrero de 1995 Filipinas declaró que la República Popular China construyó un complejo de madera y pilotes, que sería utilizado por pescadores. Ocupada desde 1995. | Vietnam (como Đá Vành Khăn)                              | 0   |
| Arrecife Subi (Zhubi Dao, 渚碧礁)                                             | 10°54′N 114°06′E / 10.900, 114.100 | Visible solo durante la marea baja, posee una laguna. La República Popular China construyó un edificio de tres pisos, un embarcadero y un helipuerto. Ocupada desde 1988. | Vietnam (como Đá Su Bi)                                  | 0   |
| Arrecife Whitson (Niu'e Jiao, 牛轭礁)                                         | 10°00′N 114°43′E / 10.000, 114.717 | Algunas rocas sobresalen durante la marea alta. Ocupada desde 1992. Parte de Union Banks. | Vietnam (como Đá Ba Đầu)                                 | 0   |

### Malasia
Malasia se ha involucrado en el litigio desde 1979.
Esta nación reclama parcialmente el archipiélago, con el nombre de Kepulauan Spratly.
La principal razón de su reclamación es que las islas se encuentran dentro de su plataforma continental, lo cual le otorgaría derechos según la Convención de la Ley del Mar, algo parecido al caso de Brunéi.
Malasia ha intentado construir un hotel en uno de los atolones ocupados.

#### Islas ocupadas
Esta nación ha ocupado tres arrecifes, un banco de arena, y ha construido una isla artificial que suman un área de 6,2 hectáreas, y son los siguientes:
| Arrecife Ardesier (Terumbu Ubi)                  | 7°38′N 113°56′E / 7.633, 113.933 | Solo visible durante la marea baja, posee una laguna y tiene algunos bancos de arena. Ocupado desde 1986. Malasia tiene veinte soldados estacionados. | República Popular China (como Andu Tan, 安渡滩), República de China (como Xibo Jiao) y Vietnam (como Bãi Kiêu Ngựa) | 0   |
| Arrecife Dallas (Terumbu Laya)                   | 7°38′N 113°48′E / 7.633, 113.800 | Visible durante la marea baja, tiene una laguna. Ocupado desde 1987. Un oficial y ocho soldados están acantonados. Malasia usa el arrecife con fines turísticos. | República Popular China (como Guangxing Jiao, 光星礁) y Vietnam (como Đá Đá Lat)                                    | 0   |
| Arrecife Louisa (Terumbu Semarang / Barat Kecil) | 6°20′N 113°14′E / 6.333, 113.233 | Roca de un metro de alto. La República Popular China reclama su ocupación, donde puso una piedra marcada en 1988, pero Malasia la retiró posteriormente. Malasia opera un faro. | República Popular China (como Nantong Jiao, 南通礁)                                                                 | 0   |
| Arrecife Mariveles (Terumbu Mantanani)           | 7°59′N 113°50′E / 7.983, 113.833 | Cayo de arena con una altura de 1,5 – 2 m, rodeado por dos lagunas; parcialmente sumergido durante la marea alta. Malasia tiene veinte soldados acantonados. Ocupado entre 1986 y 1987. | República Popular China (como Nanhai Jiao, 南海礁) y Vietnam (como Bãi / Đá Kỳ Vân)                                 | 0   |
| Arrecife Swallow (Terumbu Layang Layang)         | 7°23′N 113°48′E / 7.383, 113.800 | Cayo sin árboles y con rocas, altura máxima de 3 m y posee una laguna. Hay 70 soldados malayos acantonados y mantienen una torre de aviso. Tiene un puerto pesquero y un pequeño hotel con 15 habitaciones, posee una pista de aterrizaje de 1,5 km. Se ha agregado tierra y plantas a la isla. Ocupado entre 1983 y 1984. | República Popular China (como Danwan Jiao, 弹丸礁) y Vietnam (como Đá Hoa Lau)                                      | 6,2 |

### Filipinas

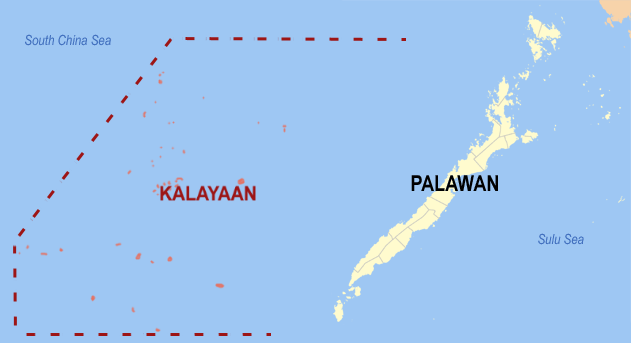
Localización de Kalayaan con respecto a la isla de Palawan.

Esta nación inició su litigio con las islas en 1975, su reclamo es parcial y llama al archipiélago como Kapuluan ng Kalayaan.
Este reclamo se inició de manera extraoficial en 1956 cuando una expedición privada investigó y ocupó algunas islas. No es hasta 1976 cuando se envió una guarnición militar desde Palawan, y adicionalmente se aprovechó la explotación de petróleo en las aguas de la zona entre las Spratly y Palawan. En 1978 se aumentó la cantidad de soldados hacia siete de las islas; y en 1979 el gobierno filipino declaró que solo mantendría el control y administración sobre las islas ocupadas, mas no el resto del archipiélago.

#### Islas ocupadas
Esta nación ha ocupado siete islas, dos arrecifes y un islote, que en total suman un área de 83,89 hectáreas:
| Isla Plana (Patag)         | 10°50′N 115°49′E / 10.833, 115.817 | Cayo plano y arenoso de 240 m x 90 m, y sujeto a erosión. Tiene una elevación menor a los 5 m, y tiene grandes depósitos de guano. Sin vegetación. | República Popular China (como Feixin Dao, 费信岛) y Vietnam (como Đảo Bình Nguyên)                               | 0,57 |
| Cayo Lankiam (Panata)      | 10°44′N 114°31′E / 10.733, 114.517 | Banco de arena, rodeado por tres arrecifes visibles en la marea baja. | República Popular China (como Yangxin Shazhou, 杨信沙洲) y Vietnam (como Bo Loai Ta)                             | 0,44 |
| Loaita (Kota)              | 10°41′N 114°25′E / 10.683, 114.417 | Isla con dos metros de altura máxima, cubierto por manglares, cocoteros y otros árboles pequeños. Ocupada desde 1968. | República Popular China (como Nanyue Dao, 南钥岛) y Vietnam (como Đảo Loại Ta)                                   | 6,45 |
| Nanshan (Lawak)            | 10°45′N 115°49′E / 10.750, 115.817 | Isla con altura máxima de 2,5 m, cubierto con cocoteros, arbustos y hierba en 1963. Tiene 580 m de largo, y forma el borde de un arrecife sumergido; posee una pequeña pista de aterrizaje. | República Popular China (como Mahuan Dao, 马欢岛) y Vietnam (como Đảo Vĩnh Viễn)                                 | 7,93 |
| Northeast Cay (Parola)     | 11°28′N 114°21′E / 11.467, 114.350 | Es la quinta isla más grande de las Spratly. Tiene una altura máxima de 3 m, cubierto con hierba y algunos árboles. Mide 685 x 90 m y gran parte de ella está sumergida en la marea alta. En 1984 fue construida una torre de aviso. Tiene depósitos de guano. Filipinas reclama adicionalmente Shira Islet como parte de la isla. Parte de North Danger Reef.      | República Popular China (como Beizi Dao, 北子岛) y Vietnam (como Đảo Song Tử Đông)                               | 12,7 |
| Thitu (Pagasa)             | 11°03′N 114°17′E / 11.050, 114.283 | Es la segunda isla más grande de las Spratly. Tiene una altura máxima de 3,4 m. En el pasado estaba habitado ocasionalmente por pescadores chinos. Tiene una pista de aterrizaje y una dársena. Se realizan dos vuelos comerciales a la semana. Habitan unos cien pescadores y meteorólogos. Posee una variedad de flora y fauna. Ocupada por Filipinas desde 1968. | República Popular China (como Zhongye Dao, 中业岛) y Vietnam (como Đảo Thị Tứ)                                   | 37,2 |
| West York (Likas)          | 11°05′N 115°01′E / 11.083, 115.017 | Es la tercera isla más grande de las Spratly. Cubierto por arbustos, manglares y cocoteros en 1963. Tiene un área de 500 x 320 m. | República Popular China (como Xiyue Dao, 西月岛) y Vietnam (como Đảo Bến Lạc / Đảo Dừa)                          | 18,6 |
| Arrecife Commodore (Rizal) | 8°21′N 115°17′E / 8.350, 115.283   | Banco de arena con 0,5 m de altura máxima, rodeado por dos lagunas, sumergido parcialmente durante la marea alta. Ocupada por las Filipinas desde 1978. | República Popular China (como Siling Jiao, 司令礁), Malasia (como Terumbu Laksamana) y Vietnam (como Đá Công Đo) | 0    |
| Arrecife Irving (Balagtas) | 10°53′N 114°56′E / 10.883, 114.933 | Visible solamente durante la marea baja. Posee un diminuto cayo en el extremo norte. | República Popular China (como Huo'ai Jiao, 火艾礁) y Vietnam (como Đảo Cá Nhám)                                  | 0    |
| Isleta Shira               |                                    | Islote a 320 m de Northeast Cay y técnicamente parte de este. Filipinas lo reclama como suyo. | | 0    |

### República de China (Taiwán)
Esta nación reclama la totalidad de las islas como parte de su territorio, con el nombre de Nánshā Qúndǎo.
De hecho la reclamación tiene el mismo origen que la de la República Popular China (debido a la situación política en donde las dos Chinas reclaman ser la legítima y que por consiguiente deben ejercer soberanía en todo el archipiélago).
Tras la retirada del Kuomintang a la isla de Taiwán en 1949, la República de China persistió en el litigio de las Spratly. En 1956 fue enviada una guarnición militar a la isla de Itu Aba, la mayor del archipiélago. Luego, en 1995, ocupó el pequeño arrecife de Ban Than Jiao.

#### Islas ocupadas
Esta nación ha ocupado solamente una isla y un arrecife, totalizando un área de 46 hectáreas:
| Itu Aba       | 10°23′N 114°21′E / 10.383, 114.350 | Es la mayor isla del archipiélago. Está cubierta por arbustos, cocoteros y manglares. Su altura máxima es de 5 m. Están acantonados unos 600 soldados de la República de China; hay un faro, estaciones de radio y meteorológicas, un malecón de hormigón y dos pozos. Hay depósitos de guano. Pescadores de Hainan lo visitan anualmente. En 1993 fue construida una pista de aterrizaje y un puerto pesquero. Se cultiva la piña. Ocupada desde 1956 o 1963. Parte de Tizard Banks. | República Popular China (como Taiping Dao, 太平岛) y Vietnam (como Đảo Ba Bình) | 46 |
| Ban Than Jiao | 10°24′N 114°24′E / 10.400, 114.400 | Pequeño arrecife seco entre Itu Aba y Sand Cay. Ocupada desde marzo de 1995. Parte de Tizard Banks. |                                                                                 | 0  |

### Vietnam
Vietnam es el tercer país que reclama la totalidad de las islas como parte de su territorio, con el nombre de Quần đảo Trường Sa.
Su interpretación se basa en que las islas fueron parte del reino de Annam, antecesor del país, durante el siglo XIX. En 1815, una expedición enviada por el rey Gia Long había ocupado las islas. Cuando los franceses ocuparon Vietnam a comienzos del siglo XX, anexaron las islas Spratly en 1933, y por ende los vietnamitas la consideran como suya cuando se independizan de Francia. En septiembre de 1973, Vietnam declaró que las islas formaban parte de la provincia de Phuoc Tuy. En 1988 se enfrentaron a una escaramuza con fuerzas de la República Popular China y son vencidos tras ser hundidos dos barcos vietnamitas.
Adicionalmente, el gobierno vietnamita se basa en su reclamación con el concepto de la plataforma continental. Han imitado la técnica china de usar fuentes arqueológicas para sumar pruebas a favor en su reclamación.

#### Islas ocupadas
Vietnam ha ocupado 7 islas, 15 arrecifes y tres bancos de arena:
| Cayo Amboyna (Đảo An Bang)                            | 7°51′N 112°55′E / 7.850, 112.917                   | Consiste de dos partes: la oriental es un banco de arena y corales, la occidental está cubierta de guano. Su altura máxima es de 2 m. Tiene un obelisco de 2,7 m al suroeste. Tiene poca vegetación y posee un faro operacional desde mayo de 1995. Altamente fortificado. Ocupado por Vietnam desde la segunda mitad de la década de 1970.                                        | República Popular China (como Anbo Shazhou, 安波沙洲), Filipinas (como Kalantiyaw) y Malasia (como Pulau Amboyna Kecil) | 1,6 |
| Namyit (Đảo Nam Yết)                                  | 10°11′N 114°22′E / 10.183, 114.367                 | Cubierto con pequeños árboles, arbustos y hierba. Ocupado desde 1974 o 1975. Parte de Tizard Banks. | República Popular China (como Hongxiu Dao, 鸿庥岛) y Filipinas (como Binago)                                            | 5,3 |
| Cayo Sand (Đảo / Đá Sơn Ca)                           | 10°23′N 114°28′E / 10.383, 114.467                 | Cubierto con árboles y arbustos. Su altura máxima es de 3 m. Ocupado por Vietnam desde 1974 o 1975. Parte de Tizard Banks. | República Popular China (como Dunqian Shazhou, 敦谦沙洲)                                                                | 7   |
| Sin Cowe (Đảo Sinh Tồn)                               | 9°53′07.3″N 114°19′47.4″E / 9.885361, 114.329833   | Dos cayos de arena, con alturas máximas de 4 m y 2,5 m. Se presume que una de ellas es conocida como Sin Cowe East según algunas fuentes. También algunas fuentes creen que está ocupada por la República Popular China desde 1978. Ocupado por Vietnam desde 1974. Parte de Union Banks.                                                                                          | República Popular China (como Jinghong Dao, 景宏岛) y Filipinas (como Rurok)                                            | 4   |
| Sin Cowe Este (Đảo Sinh Tồn Đông)                     | 9°55′N 114°32′E / 9.917, 114.533                   | Esta isla solo es mencionada en algunas fuentes. Se presume que sea Grierson Reef o parte de Sin Cowe. | | ¿?  |
| Cayo Southwest (Đảo Song Tử Tây)                      | 11°25′45.5″N 114°19′54.6″E / 11.429306, 114.331833 | Isla localizada a 2,82 km de Northeast Cay. Fue lugar de apareamiento de aves, cuando estaba cubierta con árboles y guano. Se exportaron grandes cantidades de guano. Tiene un mástil de 12 m de alto en el sureste. Vietnam construyó su primer faro en el archipiélago en esta isla en 1993 y construyó una pista de aterrizaje. Ocupado desde 1974. Parte de North Danger Reef. | República Popular China (como Nanzi Dao, 南子岛) y Filipinas (como Pugad)                                               | 15  |
| Spratly (Đảo Trường Sa)                               | 8°38′N 114°25′E / 8.633, 114.417                   | Es la cuarta isla en tamaño, del mismo nombre que el archipiélago. Es una isla plana de 2,5 m de altura máxima. Estaba cubierta con arbustos, hierba, aves y guano en 1963. Existe un obelisco de 5,5 m en el extremo sur. Posee una pista de aterrizaje y presumiblemente un puerto pesquero. Ocupado por Vietnam desde 1974 o 1975.                                              | República Popular China (como Nanwei Dao, 南威岛) y Filipinas (como Lagos)                                              | 13  |
| Arrecife Allison (Bãi Tốc Tan)                        | 8°51′N 114°00′E / 8.850, 114.000                   | Visible solo durante la marea baja. Posee una laguna. | República Popular China (como Liumen Jiao, 六门礁)                                                                      | 0   |
| Arrecife Barque Canada (Bãi Thuyền Chài)              | 8°10′N 113°18′E / 8.167, 113.300                   | Arrecife de coral. Su altura máxima es de 4,5 m y gran parte del arrecife no es visible en marea alta. Existen algunos bancos de arena y tiene una longitud de 18 millas. Posee algunas estructuras militares. Algunas fuentes declaran que lo ocupa Malasia desde 1988. Ocupado por Vietnam desde 1987.                                                                           | República Popular China (como Bai Jiao, 柏礁), Filipinas (como Mascado) y Malasia (como Terumbu Perahu)                 | 0   |
| Bombay Castle                                         |                                                    | Véase Rifleman Bank. | | 0   |
| Arrecife Central London (Đảo Trường Sa Đông)          | 8°55′N 116°11′E / 8.917, 116.183                   | A excepción del suroeste, es un arrecife de coral; está sumergida durante la marea alta. Rodea una laguna. Ocupado desde 1978. Parte de London Reefs. | República Popular China (como Zhong Jiao, 中礁)                                                                         | 0   |
| Arrecife Collins / Arrecife Johnson North (Đá Cô Lin) | 9°45′N 114°14′E / 9.750, 114.233                   | Está conectada con Johnson South Reef. Posee una duna de coral al sureste. Parte de Union Banks. | República Popular China (como Guihan Jiao, 鬼喊礁)                                                                      | 0   |
| Arrecife Cornwallis South (Đá Núi Le)                 | 8°44′N 114°11′E / 8.733, 114.183                   | Solo visible durante la marea baja. Rodea una laguna. Ocupado desde 1988. | República Popular China (como Nanhua Jiao, 南华礁)                                                                      | 0   |
| Arrecife Discovery Great (Đá Lớn)                     | 9°59′N 113°51′E / 9.983, 113.850                   | Algunas rocas son visibles durante la marea alta. Gran parte es visible durante la marea baja. Rodea una laguna. Ocupado desde 1988. | República Popular China (como Daxian Dao, 大现礁) y Filipinas (como Paredes)                                            | 0   |
| Arrecife East London (Đá Đông)                        | 8°52′N 112°46′E / 8.867, 112.767                   | Rocas de un metro de altura. Rodea una laguna. Ocupado desde 1988. Parte de London Reef. | República Popular China (como Dong Jiao, 东礁) y Filipinas (como Silangan)                                              | 0   |
| Banco Grainger (Bãi Quế Đường)                        | 7°52′N 110°29′E / 7.867, 110.483                   | Ocupado desde 1989. | República Popular China (como Lizhun Tan, 李准滩)                                                                       | 0   |
| Arrecife Johnson North                                |                                                    | Véase Collins Reef. | |     |
| Arrecife Lansdowne (Đá Len Đao)                       | 9°46′N 114°22′E / 9.767, 114.367                   | Duna de arena. Algunas fuentes creen que está ocupada por la República Popular China; otras, que está desocupada. Parte de Union Banks. | República Popular China (como Qiong Jiao, 琼礁)                                                                         | 0   |
| Arrecifes Pearson (Đảo Phan Vinh)                     | 8°58′N 113°41′E / 8.967, 113.683                   | Dos cayos de arena, de uno y dos metros de altura. Rodean una laguna. Parte del arrecife es sumergido en la marea alta. Ocupado desde 1988. | República Popular China (como Bisheng Jiao, 毕生礁) y Filipinas (como Hizon)                                            | 0   |
| Arrecife Petley (Đá Núi Thị)                          | 10°24′N 114°34′E / 10.400, 114.567                 | Visible solo durante la marea baja. Ocupado desde 1988. Parte de Tizard Banks. | República Popular China (como Bolan Jiao, 舶兰礁)                                                                       | 0   |
| Arrecife Pigeon / Arrecife Tennent (Đá Tiên Nữ)       | 8°52′N 114°39′E / 8.867, 114.650                   | Numerosas rocas sobresalen durante la marea alta. Tiene una laguna. Ocupado desde 1988. | República Popular China (como Wumie Jiao, 无乜礁)                                                                       | 0   |
| Banco Prince Consort (Bãi Phúc Nguyên)                | 7°56′N 109°58′E / 7.933, 109.967                   | Arrecife de coral. Ocupado desde 1989. | República Popular China (como Xiwei Tan, 西卫滩)                                                                        | 0   |
| Banco Rifleman / Bombay Castle (Bãi Vũng Mây)         | 7°50′N 111°40′E / 7.833, 111.667                   | Arena y coral. Ocupado desde 1983 o 1989. | República Popular China (como Nanwei Tan, 南薇滩)                                                                       | 0   |
| Arrecife South (Đá Nam)                               | 11°23′N 114°18′E / 11.383, 114.300                 | Pequeño cayo, apenas visible en mapas detallados. Localizado al suroeste de North Danger Reef. Ocupado desde 1988. Parte de North Danger Reef. | República Popular China (como Nailuo Jiao, 奈罗礁)                                                                      | 0   |
| Arrecife Tennent                                      |                                                    | Véase Pigeon Reef. | |     |
| Banco Vanguard (Bãi Tư Chính)                         | 7°30′N 109°35′E / 7.500, 109.583                   | Vietnam ha construido dos estaciones allí en julio de 1994. Ocupado desde 1989. | República Popular China (como Wan'an Tan, 万安滩)                                                                       | 0   |
| Arrecife West London (Đá Tây)                         | 8°52′N 112°15′E / 8.867, 112.250                   | Consiste de dos partes: la oriental que es un cayo de arena de 60 cm de altura; y la occidental que es un arrecife de coral visible solo durante la marea baja. Rodean una laguna. Vietnam construyó un faro en 1994. Parte de London Reefs. | República Popular China (como Xi Jiao, 西礁)                                                                            | 0   |

### Posesiones inciertas
Existen algunas islas que, a pesar de ser reclamadas por los países litigantes, no se sabe con exactitud si fueron ocupadas formalmente o todavía siguen sin ocupar.
| Arrecife Discovery Small               | 10°01′N 114°02′E / 10.017, 114.033              | Visible solo durante la marea baja. Algunas fuentes reclaman que Vietnam la ocupa, pero otras lo niegan. | República Popular China (como Xiaoxian Jiao) y Vietnam (como Đá Nhỏ)            | 0 |
| Arrecife Grierson                      | 9°54′N 114°35′E / 9.900, 114.583 (+2' en ambos) | Cayo de arena. Las fuentes no coinciden en sus coordenadas. Presumiblemente sea Sin Cowe East, pero algunas fuentes citan que Sin Cowe East está ocupada y que Grierson está desocupada. Parte de Union Atoll.                                                                       | República Popular China (como Ranqing Shazhou) y Vietnam (como Sinh Ton Gong)   | 0 |
| Arrecife Eldad                         | 10°21′N 114°42′E / 10.350, 114.700              | Algunas rocas que sobresalen durante la marea alta. Algunas fuentes reclaman que la República Popular China la ocupa; otras, que Vietnam. Parte de Tizard Banks. | República Popular China (como Anda Jiao) y Filipinas (como Beting Burgai)       | 0 |
| Bajo Half Moon                         | 8°52′N 116°16′E / 8.867, 116.267                | Algunas rocas sobresalen entre uno y dos pies en la marea alta. Posee una laguna. La República Popular China instaló un mojón de piedra sin llegar a ocupar. | República Popular China (como Banyue Jiao) y Vietnam (como Bãi Trăng Khuyết)    | 0 |
| Banco Reed                             | 11°20′N 116°50′E / 11.333, 116.833              | Algunas fuentes creen que está ocupada por Filipinas desde 1971 o 1976, aunque otras no lo verifican. | República Popular China (como Lile Tan) y Vietnam (como Bãi Cỏ Rồng)            | 0 |
| Cayo Loaita                            | 10°44′N 114°21′E / 10.733, 114.350              | Cayo de arena, visible durante la marea baja. No debe confundirse con la isla de Loaita. Pocas fuentes especulan que la República Popular China lo ocupa, pero la mayoría considera que está desocupado.                                                                             | República Popular China (como Nanyao Shazhou) y Vietnam (como Bãi Loại Ta)      | 0 |
| Loaita Nan / Arrecife Loaita Southwest | 10°42.5′N 114°19.5′E / 10.7083, 114.3250        | Siempre sumergido en el agua. La República Popular de China pudo haberlo ocupado junto con Loaita Cay en 1988; se cree que este arrecife y Loaita Cay sean el mismo. | República Popular China (como Shuanghuang Shazhou) y Vietnam (como Bãi Loại Ta) | 0 |
| Arrecife Loveless                      | 9°49′N 114°16′E / 9.817, 114.267                | Visible solo durante la marea baja. Una fuente reclama que Vietnam ocupa el arrecife. Parte de Union Banks. | República Popular China (como Hua Jiao).                                        | 0 |
| Arrecife North                         | 11°28′N 114°22′E / 11.467, 114.367              | Al extremo noreste de North Danger Reef, visible solo durante la marea baja. Algunas fuentes creen que Vietnam lo ocupa desde 1987; otras, que lo ocupa China desde 1989; y otras, que es el único arrecife que no ha sido ocupado en North Danger Reef. Parte de North Danger Reef. | República Popular China (como Dongbei Jiao)                                     | 0 |
| Bajo Owen                              | 8°10′N 111°59′E / 8.167, 111.983                | Una fuente reclama que está ocupado por Vietnam, la mayoría lo considera como desocupado. | República Popular China (como Aoyuan Ansha)                                     | 0 |
| Banco Prince of Wales                  | 8°04′N 110°30′E / 8.067, 110.500                | Banco de coral. Algunas fuentes declaran que está ocupado por la República Popular China; otras, por Vietnam. | República Popular China (como Guangya Tan) y Vietnam (como Bãi Phúc Tần)        | 0 |

### Territorios no ocupados
También existen algunos territorios dentro del archipiélago que, a pesar de ser reclamados, no han sido ocupados por ninguno de los países litigantes, sobre la base de todas las fuentes.
| Arrecife Alicia Annie       | 9°25′N 115°26′E / 9.417, 115.433           | Cayo de arena de 1,2 m de altura. Muchas rocas sobresalen durante la marea alta. Posee una laguna. | República Popular China (como Xian'e Jiao'), Filipinas (como Arellano) y Vietnam (como Đá Suối Ngọc)                  | 0 |
| Arrecife Baker              | 10°43.5′N 116°10′E / 10.7250, 116.167      | Anegado durante la marea baja. | República Popular China (como Gongzhen Jiao)                                                                          | 0 |
| Bajo Bombay                 | 9°26′N 116°55′E / 9.433, 116.917           | Algunas rocas sobresalen durante la marea baja. Rodea una laguna. | República Popular China (como Pengbo Ansha)                                                                           | 0 |
| Arrecife Boxall             | 9°36′N 112°24′E / 9.600, 112.400           | Visible solo durante la marea baja. No posee laguna. | República Popular China (como Niuchelun Jiao)                                                                         | 0 |
| Arrecife Erica              | 8°07′N 114°10′E / 8.117, 114.167           | Visible solo durante la marea baja, aunque algunas rocas sobresalen durante la marea alta. Rodea una laguna. | República Popular China (como Boji Jiao) y Malasia (como Terumbu Siput)                                               | 0 |
| Bajo First Thomas           | 9°20′N 115°57′E / 9.333, 115.950           | Unas pocas rocas permanecen visibles durante la marea alta. Gran parte del arrecife es visible durante la marea baja. Rodea una laguna.                                                                                 | República Popular China (como Xinyi Jiao) y Vietnam (como Bãi Suối Ngà)                                               | 0 |
| Arrecife Hardy              | 10°07′N 116°08′E / 10.117, 116.133         | Visible solo durante la marea baja. | República Popular China (como Banlu Jiao)                                                                             | 0 |
| Arrecife Higgens            | 9°48′N 114°24′E / 9.800, 114.400           | Visible solo durante la marea alta. Algunas fuentes lo asocian como parte de Landsdowne Reef. Parte de Unión Banks. | República Popular China (como Quyuen Jiao)                                                                            | 0 |
| Arrecife Holiday            | 9°49′N 114°23′E / 9.817, 114.383           | Visible solo durante la marea baja. Parte de Union Banks. | República Popular China (como Changxian Jiao)                                                                         | 0 |
| Arrecife Hopps              | 10°15′N 115°23′E / 10.250, 115.383         | Visible solo durante la marea baja. Parte de Southampton Reefs. | República Popular China (como Lusha Jiao) y Vietnam (como Đá Hop)                                                     | 0 |
| Arrecife Hughes             | 9°55′N 114°30′E / 9.917, 114.500           | Visible solo durante la marea baja. Parte de Union Banks. | | 0 |
| Arrecife Investigator       | 8°07′N 114°40′E / 8.117, 114.667           | Visible solo durante la marea baja, aunque algunas rocas sobresalen durante la marea alta. Rodea una laguna. | República Popular China (como Nantong Jiao), Malasia (como Terumbu Peninjau) y Vietnam (como Bãi Thám Hiểm)           | 0 |
| Arrecife Iroquois           | 10°37′N 116°10′E / 10.617, 116.167         | Visible solo durante la marea baja. | República Popular China (como Houteng Jiao)                                                                           | 0 |
| Arrecife Jackson            | 10°30′N 115°45′E / 10.500, 115.750         | Cuatro o cinco porciones son visibles durante la marea baja. Rodea una laguna. | República Popular China (como Wufan(g) Jiao)                                                                          | 0 |
| Arrecife Livock             | 10°11′N 115°18′E / 10.183, 115.300         | Visible solo durante la marea baja, aunque algunas rocas son visibles durante marea alta. Parte de Southampton Reefs.                                                                                                   | República Popular China (como Sanjiao Jiao)                                                                           | 0 |
| Arrecife Menzies            | 11°09′N 114°49′E / 11.150, 114.817         | Anegado durante la marea baja. Parte de Loaita Bank. | República Popular China (como Mengzi Jiao) y Vietnam (como Đá Men Di)                                                 | 0 |
| Bajo Northeast Investigator | 9°10′N 116°27′E / 9.167, 116.450           | Parte del arrecife es visible durante la marea baja, y algunas rocas son visibles durante la marea alta. Es confundido con Mischief Reef.                                                                               | República Popular China (como Haikou Jiao)                                                                            | 0 |
| Bajo Royal Captain          | 9°01′N 116°40′E / 9.017, 116.667           | Algunas rocas son visibles durante la marea baja. Rodea una laguna. | República Popular China (como Jiangzhang Ansha)                                                                       | 0 |
| Arrecife Royal Charlotte    | 7°00′N 113°35′E / 7.000, 113.583           | Duna de arena sin vegetación, con rocas que llegan hasta los 1,2 m. Se construyó una torre de aviso, pero no hay información sobre si está mantenida. Gran parte del arrecife está ligeramente sumergido en marea alta. | República Popular China (como Huang Lu Jiao), Malasia (como Terumbu Samarang Barat Besar) y Vietnam (como Đá Sac Lot) | 0 |
| Cayo Sandy                  | 11°03′N 114°13′E / 11.050, 114.217         | Cayo de arena. Presumiblemente la única isla o cayo desocupado en el archipiélago. No debe confundirse con el Cayo Sand (ocupado por Vietnam).                                                                          | República Popular China (como Tiexian Jiao)                                                                           | 0 |
| Arrecife Scarborough        | 15°08′N 117°45′E / 15.133, 117.750         | Posee rocas de hasta 3 m. Gran parte del arrecife se encuentra sumergido en marea alta. Rodea una laguna. Posee unas ruinas de una torre de hierro de origen desconocido.                                               | República Popular China (como Huang Yen Tao)                                                                          | 0 |
| Tieshi Jiao                 | 11°05′N 114°22′E / 11.083, 114.367         | Visible solo durante la marea baja. Únicamente aparece en algunos mapas detallados, en diferentes coordenadas. Está al noreste de Thitu.                                                                                | República Popular China (como Tieshi Jiao)                                                                            | 0 |
| Zhangxi Jiao                | 9°46′N 114°24′E / 9.767, 114.400           | Pequeño arrecife, parcialmente visible solo durante la marea baja. Solo aparece en algunos mapas detallados. Parte de Union Banks.                                                                                      | República Popular China (como Zhangxi Jiao)                                                                           | 0 |
| Arrecife sin nombre         | 9°56′N 114°31′E / 9.933, 114.517           | Localizado entre Hughes y Holiday Reefs. Visible solo durante la marea baja. Aparece únicamente en algunos mapas detallados.                                                                                            | | 0 |
| Dos arrecifes sin nombre    | 9°45′N 114°36′E / 9.750, 114.600           | Localizados al este del Cayo Lankiam. Uno de ellos solo es visible durante la marea baja. Aparecen únicamente en algunos mapas detallados.                                                                              | | 0 |
| Dos arrecifes sin nombre    | 11°2′4″N 114°11′16″E / 11.03444, 114.18778 | Localizados al oeste del Cayo Sandy y Thitu. Solo son visibles durante la marea baja. Aparecen únicamente en algunos mapas detallados.                                                                                  | | 0 |

### Resolución del litigio
Por el momento, el asunto no ha sido tratado de manera oficial; Indonesia ha intentado ofrecerse como mediador en el conflicto, sin respuesta de los litigantes de tratar la soberanía de las islas. En cambio, los países litigantes han aceptado enviar un equipo científico para explorar el potencial de los recursos de la isla, y la protección ambiental.